# Mayra de la Rosa
Mayra de la Rosa (nacida el 8 de marzo de 1996) es una futbolista panameña que juega como defensora.

## Trayectoria
Jugó en diferentes equipos en la antigua liga ANAFUFE.[cita requerida]

## Selección nacional

### Categorías inferiores
Chavarría representó a la selección nacional sub-20 en el Campeonato Femenino Sub-20 de la CONCACAF 2006 en México.

### Selección absoluta
De la Rosa fue internacional con Panamá en el nivel senior durante la clasificación para el Campeonato Femenino de CONCACAF 2014.